# 四十張
四十張，是台灣新北市中和區的一個傳統地域名稱，位於該區中部偏西。相較於今日行政區，其範圍大致包括嘉新里、民安里西南角除外部分、嘉穗里西北角除外部分、明穗里東南角、嘉慶里、安穗里西部、文元里東北角除外部分、信和里西南角、仁和里西部。

## 歷史
台灣清治末期至日治前期，四十張為一街庄，稱為「四十張庄」，隸屬於擺接堡。該庄西北及北與外員山庄為鄰，東與漳和庄為鄰，南邊為中坑庄、廷藔坑庄，西邊為員山仔庄。
1920年（日治大正九年），該庄改制為「四十張」大字，隸屬於臺北州海山郡中和庄。戰後中和庄改制為中和鄉，隸屬於臺北縣，四十張與員山子、外員山合併劃為「積穗村」。1958年中和、永和分治時，本地區仍隸屬中和鄉。1978年中和鄉改制為中和市，村亦改制為里。2010年臺北縣改制為新北市，中和市改制為中和區。由於人口增加，如今此地區已橫跨9個里。

## 交通
- 北91線 (員山路)
- 萬大-中和-樹林線中和高中站 (興建中)

## 學校
- 中和高中
- 積穗國中
- 積穗國小（部分）

## 景點
- 四十張山（今嘉穗公園）